# فرانسوا ماتيو
فرانسوا ماتيو (بالفرنسية: François Mathieu)‏ هو رسام فرنسي، ولد في 1962، وتوفي في 2007.